# Chaoyang, Shantou
Chaoyang  är ett stadsdistrikt i staden Shantou i provinsen Guangdong i sydöstra Kina.
Chaoyang är indelat i fyra stadsdelsdistrikt och nio köpingar.
Stadsdelsdistrikt (jiedao):

- Chengnan (城南街道)
- Jinpu (金浦街道)
- Mianbei (棉北街道)
- Wenguang (文光街道)

Köpingar (zhen):

- Guanbu (关埠镇)
- Guiyu (贵屿镇)
- Gurao (谷饶镇)
- Haimen (海门镇)
- Heping (和平镇)
- Hexi (河溪镇)
- Jinzao (金灶镇)
- Tongyu (铜盂镇)
- Xilu (西胪镇)